# Рекітова (Хунедоара)
Рекітова (рум. Răchitova) — село у повіті Хунедоара в Румунії. Адміністративний центр комуни Рекітова.
Село розташоване на відстані 293 км на північний захід від Бухареста, 32 км на південний захід від Деви, 145 км на південний захід від Клуж-Напоки, 118 км на схід від Тімішоари.

## Населення
За даними перепису населення 2002 року у селі проживала 551 особа, усі — румуни. Усі жителі села рідною мовою назвали румунську.